# サラ・ミリアム・マゾウズ
サラ・ミリアム・マゾウズ（Sarah Myriam Mazouz、1987年4月29日 - ）は、ガボンの柔道家。フランスヴィル出身。2014年まではカナダ代表であった。夫のエルンスト・ララクも柔道家で、ハイチ代表として2000年シドニーオリンピックと2004年アテネオリンピックに出場している。モントリオールで、夫婦でフィットネスクラブを経営している。
2016年のリオデジャネイロオリンピックの女子78kg級に出場した。その後約1年間、妊娠により競技を休み、出産の2ヶ月後、2018年から再び競技に復帰した。2021年の東京オリンピックでも同種目に出場した。

## 主な戦績
| 年   | 大会                   | 開催地           | 種目   | 結果          | 備考 |
| ---- | ---------------------- | ---------------- | ------ | ------------- | ---- |
| 2014 | アフリカ柔道選手権大会 | ポートルイス     | 78kg級 | 準優勝        |      |
| 2014 | 世界柔道選手権大会     | チェリャビンスク | 78kg級 | 1回戦敗退     |      |
| 2015 | アフリカ柔道選手権大会 | リーブルヴィル   | 78kg級 | 準優勝        |      |
| 2015 | 世界柔道選手権大会     | アスタナ         | 78kg級 | 2回戦敗退     |      |
| 2016 | アフリカ柔道選手権大会 | チュニス         | 78kg級 | 3位           |      |
| 2016 | オリンピック           | リオデジャネイロ | 78kg級 | 2回戦敗退     |      |
| 2018 | アフリカ柔道選手権大会 | チュニス         | 78kg級 | 3位決定戦敗退 |      |
| 2018 | 世界柔道選手権大会     | バクー           | 78kg級 | 2回戦敗退     |      |
| 2019 | アフリカ柔道選手権大会 | ケープタウン     | 78kg級 | 3位           |      |
| 2019 | アフリカ競技大会       | ラバト           | 78kg級 | 優勝          |      |
| 2019 | 世界柔道選手権大会     | 東京             | 78kg級 | 3回戦敗退     |      |
| 2020 | アフリカ柔道選手権大会 | アンタナナリボ   | 78kg級 | 準優勝        |      |
| 2021 | 世界柔道選手権大会     | ブダペスト       | 78kg級 | 2回戦敗退     |      |
| 2021 | オリンピック           | 東京             | 78kg級 | 1回戦敗退     |      |